# АФК Кевн Друидс
АФК „Кевн Друидс“ (на английски: Cefn Druids Association Football Club [Кевн Друидс Асоусиейшън Футбол Клъб]; на уелски: Clwb Pêl-droed Derwyddon Cefn [Клуб Пеел-дройд Деруидон Кевн]), по-рано „Елъмънтс Кевн Друидс“, е футболен клуб в село Кевн Маур, Уелс, Великобритания.
Играе мачовете си на стадион „Скалата“ в село Росиметре, област Рексъм. От сезон 2009 – 2010 г. използва в мачовете за гостуване като втори резервен екип изцяло в жълто. През сезон 2009 – 2010 г. изпада във второто ниво на уелския футбол Къмри Алианс.

## История
Клубът е наследник на „Друидс“, „Друидс Юнайтед“ и „Кевн Албион“. Основан през 1992 година след сливането на „Кевн Албион“ и „Друидс Юнайтед“. „Друидс Юнайтед“ е създаден през 1923 година след сливането на „Акревайър Юнайтед“ и „Друидс“. Първообразът „Друидс“ печели купата на Уелс 8 пъти и участва в турнира за купата на Англия.
През 2012/13 дебютира в евротурнирите в Лига Европа, където среща финландския „Мю Па“ (Мюлюкоскен) и отпада с резултати 0:0 и 0:5.

## Предишни имена
| Години | Име                                                                               |
| ------ | --------------------------------------------------------------------------------- |
| 1869   | Друидс Druids FC                                                                  |
| 1872   | ФК Рабон Друидс Ruabon Druids FC                                                  |
| 1920   | ФК Розъмедре Друидс Rhosymedre Druids FC                                          |
| 1923   | ФК Друидс Юнайтед след сливане на „Акревайър Юнайтед“ и „Друидс“ Druids United FC |
| 1992   | АФК Кевн Друидс след сливане на „Кевн Албион“ и „Друидс Юнайтед“ Cefn Druids AFC  |
| 1998   | АФК Флексис Кевн Друидс Flexys Cefn Druids AFC                                    |
| 2003   | АФК NEWI Кевн Друидс NEWI Cefn Druids AFC                                         |
| 2009   | АФК Елъмънтс Кевн Друидс Elements Cefn Druids AFC                                 |
| 2010   | АФК Кевн Друидс Cefn Druids AFC                                                   |

## Успехи

### „Кевн Друидс“ (от 1992 г.)
- Купа на Уелс:
  -  Финалист (1): 2011/12
- Къмри Алианс: (2 ниво)
  -  Победител (2): 1998/99, 2013/14
- Купа на предизвикателството на Североизточен Уелс:
  -  Носител (1): 1998/99
- Купа на президента на Североизточен Уелс:
  -  Носител (1): 1998/99

### „Друидс“ (1869 – 1923)
- Купа на Уелс:
  -  Носител (8): 1879/80, 1880/81, 1881/82, 1884/85, 1885/86, 1897/98, 1898/99, 1903/04
  -  Финалист (5): 1877/78, 1882/83, 1883/84, 1899/1900, 1900/01
- Аматьорска купа на Уелс:
  -  Носител (1): 1903
  -  Финалист (1): 1904

### „Друидс Юнайтед“ (1923 – 1992)
- Рексъм и Областна Аматьорска Лига:
  -  Победител (3): 1931/32, 1933/34, 1936/37
- Първа дивизия:
  -  Победител (1): 1950/51
- Втора дивизия:
  -  Победител (1): 1969/70
- Аматьорска купа на Уелс:
  -  Финалист (1): 1957
- Купа на предизвикателството на Североизточен Уелс:
  -  Носител (1): 1980
- Купа на Националната лига на Уелс 2 дивизия:
  -  Финалист (1): 1988

### „Кевн Албион“ (1967 – 1992)
- Втора дивизия:
  -  Победител (2): 1979/80, 1980/81
- Трета Б дивизия:
  -  Победител (1): 1969/70
- Купа на предизвикателството на Североизточен Уелс:
  -  Носител (1): 1978
  -  Финалист (2): 1976, 1989
- Купа Horace Wynn на Североизточен Уелс:
  -  Финалист (2): 1984, 1991
- Купа на Националната лига на Уелс 1 дивизия:
  -  Финалист (2): 1984, 1991
- Купа на Националната лига на Уелс 2 дивизия:
  -  Финалист (1): 1974
- Купа на Националната лига на Уелс 3 дивизия:
  -  Финалист (2): 1969, 1984